# Шилка (річка)
Ши́лка — річка в Росії, ліва притока Амуру, утворюється злиттям Онона та Інгоди. Окрім них великою притокою Шилки є річка Нерча.

## Географія
Довжина річки — 560 км, якщо за початок взяти Інгоду, то довжина буде 1268 км, а від витоку Онону — 1592 км. Площа басейну — 206 тисяч км². Судноплавна від гирла до міста Срєтенськ.

## Гідрологія
Живлення річки змішане, снігове та дощове, з перевагою дощового (80 %). Замерзає в кінці жовтня — на початку листопада, розкривається в кінці квітня — 1-й половині травня.
За період спостереження протягом 49 років (1936–1985) на станції поблизу населеного пункту Часовинка, середньорічна витрата води дорівнювала 503 м³/с для водного басейну 200 000 км², що становить понад 95 % загальної площі басейну річки, а це 206 000 км² (у гирлі — 550 м³/с). Величина прямого стоку в цілому по цій частині басейну становила — понад 793 міліметри на рік.
За період спостереження встановлено, що мінімальний середньомісячний стік становив 5,25 м³/с (у березні), що трохи менше 0,5 % максимального середньомісячного стоку, який відбувається у серпні та становить майже — 1175 м³/с і вказує на дуже велику амплітуду сезонних коливань.
За період спостереження абсолютний мінімальний місячний стік (абсолютний мінімум) становив 0,89 м³/с (у межень березня 1969 року), абсолютний максимальний місячний стік (абсолютний максимум) — 4060 м³/с (у липні 1958 року).

## Притоки
Головні притоки: Нерча, Куенга, Чорна — всі ліві.

## Населенні пункти
Міста на Шилці: Срєтенськ, Нерчинськ (на Нерчі), Чита (на Інгоді), Шилка (в долині Шилки).